# 桂林郡
桂林郡（けいりん-ぐん）は、中国にかつて存在した郡。秦代から南北朝時代にかけて、現在の広西チワン族自治区桂林市一帯に設置された。

## 概要
紀元前214年（始皇33年）、秦が逋亡人（逃亡した罪人）・贅壻（貧家出身の入り婿）・賈人（商人）を動員して南方の陸梁の地を奪取し、桂林郡・象郡・南海郡の3郡を立てた。
秦が滅亡すると、趙佗が桂林郡と象郡を攻撃して併呑し、自立して南越武王を称し、南越国を建国した。
紀元前111年（元鼎6年）、漢の武帝が南越国を滅ぼし、桂林郡の故地に鬱林郡が立てられた。
274年（鳳凰3年）、三国の呉が鬱林郡を分割して桂林郡を立てた。
晋のとき、桂林郡は広州に属し、潭中・武豊・粟平・羊平・龍剛・夾陽・武城・軍騰の8県を管轄した。
南朝宋のとき、桂林郡は中溜・龍定・武熙・陽平・安遠・程安・威定の7県を管轄した。
南朝斉のとき、桂林郡は武熙・騰渓・潭平・龍岡・臨浦・中留・武豊・程安・威定・潭中・安遠・安化・龍定の13県を管轄した。
南朝梁のとき、桂州が設置され、桂林郡は桂州に属した。
589年（開皇9年）、隋が南朝陳を滅ぼすと、桂林郡は廃止されて、桂州に編入された。